# Shavar Ross
Shavar Malik Ross (ur. 4 marca 1971 w Nowym Jorku) – amerykański aktor, reżyser, scenarzysta, producent, montażysta i operator filmowy. Był nominowany do nagrody Nagrody Młodych Artystów.
Najlepiej znany z działalności aktorskiej. W latach 1980–1986 występował w popularnym sitcomie Diff'rent Strokes. Zagrał też w slasherze Piątek, trzynastego V: Nowy początek oraz w wielu serialach telewizyjnych, takich jak MacGyver czy Bajer z Bel-Air.